# Masters de tennis féminin 2017
Le masters de tennis féminin est un tournoi de tennis professionnel. Il réunit, à la fin de la saison, les huit meilleures joueuses du classement WTA depuis le début de l'année. L'édition féminine 2017, classée en catégorie Masters, se déroule du 22 au 29 octobre 2017.

## Primes et points
| Tour                             | Prime            | Points |
| -------------------------------- | ---------------- | ------ |
| Victoire                         | RR + 1 750 000 $ | + 750  |
| Finale                           | RR + 590 000 $   | + 330  |
| Demi-finale                      | RR + 40 000 $    | –      |
| Poule (par match gagné)          | + 153 000 $      | + 125  |
| Poule (3 matchs joués)           | 151 000 $        | 375    |
| Pour chaque remplaçante          | 68 000 $         | –      |
| Cumul pour le vainqueur invaincu | 2 360 000 $      | 1500   |

| Tour            | Prime     | Points |
| --------------- | --------- | ------ |
| Victoire        | 500 000 $ | 1500   |
| Finale          | 260 000 $ | 1080   |
| Demi-finale     | 157 500 $ | 750    |
| Quart de finale | 81 250 $  | 375    |

## Faits marquants
Johanna Konta, 9e au classement Race et première remplaçante, déclare forfait pour le tournoi.
On note la première participation au tournoi d'Elina Svitolina, Jeļena Ostapenko et Caroline Garcia. La seule joueuse ayant déjà remporté le tournoi est Venus Williams qui s'est imposée en 2008.
Malgré sa contre-performance en ne se qualifiant pas pour la phase éliminatoire, Simona Halep s'assure de terminer l'année no 1 mondiale.

## Résultats en simple

### Participantes
| Ordre de qualification | Classement WTA Race | Points | Date de qualification | Meilleure performance | Joueuse            | Résultat     |
| ---------------------- | ------------------- | ------ | --------------------- | --------------------- | ------------------ | ------------ |
| 1                      | 2                   | 5635   | 11 septembre 2017     | DF (1)                | Garbiñe Muguruza   | RR (1V - 2D) |
| 2                      | 1                   | 5675   | 26 septembre 2017     | F (1)                 | Simona Halep       | RR (1V - 2D) |
| 3                      | 3                   | 5105   | 26 septembre 2017     | RR (1)                | Karolína Plíšková  | DF (2V - 2D) |
| 4                      | 4                   | 5000   | 26 septembre 2017     | -                     | Elina Svitolina    | RR (1V - 2D) |
| 5                      | 5                   | 4642   | 26 septembre 2017     | V (1)                 | Venus Williams     | F (3V - 2D)  |
| 6                      | 6                   | 4640   | 30 septembre 2017     | F (1)                 | Caroline Wozniacki | V (4V - 1D)  |
| 7                      | 7                   | 4510   | 4 octobre 2017        | -                     | Jeļena Ostapenko   | RR (1V - 2D) |
| 8                      | 8                   | 3795   | 12 octobre 2017       | -                     | Caroline Garcia    | DF (2V - 2D) |

| Classement WTA Race | Joueuse             | Résultat |
| ------------------- | ------------------- | -------- |
| 10                  | Kristina Mladenovic | -        |
| 11                  | Svetlana Kuznetsova | -        |

| Joueuse            | GM  | SH  | KP  | ES  | VW  | CW  | JO  | CG  | % victoires | Saison  | Titres |
| ------------------ | --- | --- | --- | --- | --- | --- | --- | --- | ----------- | ------- | ------ |
| Garbiñe Muguruza   |     | 3-1 | 2-6 | 3-4 | 2-3 | 3-3 | 2-1 | 1-0 | 47,1        | 46 - 19 | 2      |
| Simona Halep       | 1-3 |     | 5-1 | 2-2 | 1-3 | 0-0 | 1-1 | 2-1 | 52,2        | 44 - 15 | 1      |
| Karolína Plíšková  | 6-2 | 1-5 |     | 5-1 | 1-1 | 3-5 | 2-0 | 3-2 | 56,8        | 51 - 16 | 3      |
| Elina Svitolina    | 4-3 | 2-2 | 1-5 |     | 1-1 | 3-0 | 0-1 | 1-1 | 48          | 52 - 12 | 5      |
| Venus Williams     | 3-2 | 3-1 | 1-1 | 1-1 |     | 7-0 | 1-0 | 1-1 | 73,9        | 35 - 12 | 0      |
| Caroline Wozniacki | 3-3 | 0-0 | 5-3 | 0-3 | 0-7 |     | 0-4 | 2-0 | 33,3        | 56 - 20 | 1      |
| Jeļena Ostapenko   | 1-2 | 1-1 | 0-2 | 1-0 | 0-1 | 4-0 |     | 0-0 | 53,8        | 47 - 18 | 2      |
| Caroline Garcia    | 0-1 | 1-2 | 2-3 | 1-1 | 1-1 | 0-2 | 0-0 |     | 33,3        | 46 - 20 | 2      |

### Groupe Rouge
- Simona Halep (no 1)
- Elina Svitolina (no 4)
- Caroline Wozniacki (no 6)
- Caroline Garcia (no 8)

#### Résultats
| Date            | Vainqueur          | Adversaire         | Score          | Durée      |
| --------------- | ------------------ | ------------------ | -------------- | ---------- |
| 23 octobre 2017 | Simona Halep       | Caroline Garcia    | 6-4, 6-2       | 1 h 27 min |
| 23 octobre 2017 | Caroline Wozniacki | Elina Svitolina    | 6-2, 6-0       | 58 min     |
| 25 octobre 2017 | Caroline Wozniacki | Simona Halep       | 6-0, 6-2       | 1 h 3 min  |
| 25 octobre 2017 | Caroline Garcia    | Elina Svitolina    | 67-7, 6-3, 7-5 | 2 h 44 min |
| 27 octobre 2017 | Caroline Garcia    | Caroline Wozniacki | 0-6, 6-3, 7-5  | 2 h 18 min |
| 27 octobre 2017 | Elina Svitolina    | Simona Halep       | 6-3, 6-4       | 1 h 10 min |

#### Classement
| Rang poule | Classement WTA Race | Joueuse            | Match(s) G-P | Set(s) G-P | Jeux G-P    |
| ---------- | ------------------- | ------------------ | ------------ | ---------- | ----------- |
| 1          | 8                   | Caroline Garcia    | 2-1          | 4-4 (50%)  | 38-41 (48%) |
| 2          | 6                   | Caroline Wozniacki | 2-1          | 5-2 (71%)  | 38-17 (69%) |
| 3          | 4                   | Elina Svitolina    | 1-2          | 3-4 (43%)  | 29-38 (43%) |
| 4          | 1                   | Simona Halep       | 1-2          | 2-4 (33%)  | 21-30 (41%) |

### Groupe Blanc
- Garbiñe Muguruza (no 2)
- Karolína Plíšková (no 3)
- Venus Williams (no 5)
- Jeļena Ostapenko (no 7)

#### Résultats
| Date            | Vainqueur         | Adversaire        | Score          | Durée      |
| --------------- | ----------------- | ----------------- | -------------- | ---------- |
| 22 octobre 2017 | Karolína Plíšková | Venus Williams    | 6-2, 6-2       | 1 h 12 min |
| 22 octobre 2017 | Garbiñe Muguruza  | Jeļena Ostapenko  | 6-3, 6-4       | 1 h 25 min |
| 24 octobre 2017 | Venus Williams    | Jeļena Ostapenko  | 7-5, 63-7, 7-5 | 3 h 13 min |
| 24 octobre 2017 | Karolína Plíšková | Garbiñe Muguruza  | 6-2, 6-2       | 59 min     |
| 26 octobre 2017 | Jeļena Ostapenko  | Karolína Plíšková | 6-3, 6-1       | 1 h 6 min  |
| 26 octobre 2017 | Venus Williams    | Garbiñe Muguruza  | 7-5, 6-4       | 1 h 37 min |

#### Classement
| Rang poule | Classement WTA Race | Joueuse           | Match(s) G-P | Set(s) G-P | Jeux G-P    |
| ---------- | ------------------- | ----------------- | ------------ | ---------- | ----------- |
| 1          | 3                   | Karolína Plíšková | 2-1          | 4-2 (67%)  | 28-20 (58%) |
| 2          | 5                   | Venus Williams    | 2-1          | 4-3 (57%)  | 37-38 (49%) |
| 3          | 2                   | Garbiñe Muguruza  | 1-2          | 2-4 (33%)  | 25-32 (44%) |
| 4          | 7                   | Jeļena Ostapenko  | 1-2          | 3-4 (43%)  | 36-36 (50%) |

### Tableau final
|  |                    |                 |            |            |            |                 |                 |                    |            |            |        |        |
|  | 1/2 finale         | 1/2 finale      | 1/2 finale | 1/2 finale | 1/2 finale |                 |                 | Finale             | Finale     | Finale     | Finale | Finale |
|  | 28 octobre 2017    | 28 octobre 2017 | 2 h 29 min | 2 h 29 min | 2 h 29 min |                 |                 |                    |            |            |        |        |
|  | 28 octobre 2017    | 28 octobre 2017 | 2 h 29 min | 2 h 29 min | 2 h 29 min |                 |                 |                    |            |            |        |        |
|  | Caroline Garcia    | (8)             | 7          | 2          | 3          |                 |                 |                    |            |            |        |        |
|  | Caroline Garcia    | (8)             | 7          | 2          | 3          | 29 octobre 2017 | 29 octobre 2017 | 1 h 29 min         | 1 h 29 min | 1 h 29 min |        |        |
|  | Venus Williams     | (5)             | 63         | 6          | 6          | 29 octobre 2017 | 29 octobre 2017 | 1 h 29 min         | 1 h 29 min | 1 h 29 min |        |        |
|  | Venus Williams     | (5)             | 63         | 6          | 6          | Venus Williams  | (5)             | 4                  | 4          |            |        |        |
|  | 28 octobre 2017    | 28 octobre 2017 | 1 h 56 min | 1 h 56 min | 1 h 56 min | Venus Williams  | (5)             | 4                  | 4          |            |        |        |
|  | 28 octobre 2017    | 28 octobre 2017 | 1 h 56 min | 1 h 56 min | 1 h 56 min |                 |                 | Caroline Wozniacki | (6)        | 6          | 6      |        |
|  | Karolína Plíšková  | (3)             | 69         | 3          |            |                 |                 | Caroline Wozniacki | (6)        | 6          | 6      |        |
|  | Karolína Plíšková  | (3)             | 69         | 3          |            |                 |                 |                    |            |            |        |        |
|  | Caroline Wozniacki | (6)             | 7          | 6          |            |                 |                 |                    |            |            |        |        |
|  | Caroline Wozniacki | (6)             | 7          | 6          |            |                 |                 |                    |            |            |        |        |

### Classement final
| Résultat       | Classement WTA Race | Joueuse            | Match(s) G-P | Set(s) G-P | Jeux G-P | Points gagnés | Nouveau rang |
| -------------- | ------------------- | ------------------ | ------------ | ---------- | -------- | ------------- | ------------ |
| Vainqueur      | 6                   | Caroline Wozniacki | 4-1          | 9-2        | 63-34    | 1375          | 3            |
| Finaliste      | 5                   | Venus Williams     | 3-2          | 6-6        | 63-62    | 955           | 5            |
| Demi-finaliste | 3                   | Karolína Plíšková  | 2-2          | 4-4        | 37-31    | 625           | 4            |
| Demi-finaliste | 8                   | Caroline Garcia    | 2-2          | 5-6        | 45-59    | 625           | 8            |
| Poule          | 7                   | Jeļena Ostapenko   | 1-2          | 3-4        | 36-36    | 500           | 7            |
| Poule          | 4                   | Elina Svitolina    | 1-2          | 3-4        | 29-38    | 500           | 6            |
| Poule          | 2                   | Garbiñe Muguruza   | 1-2          | 2-4        | 25-32    | 500           | 2            |
| Poule          | 1                   | Simona Halep       | 1-2          | 2-4        | 21-30    | 500           | 1            |

## Résultats en double

### Parcours
| Ordre de qualification | Classement WTA Race | Date de qualification | Meilleure performance | Équipe                                     | Points | Saison (titres) | Résultat      |
| ---------------------- | ------------------- | --------------------- | --------------------- | ------------------------------------------ | ------ | --------------- | ------------- |
| 1                      | 1                   | 15 août 2017          | DF (2) V (3)          | Chan Yung-jan Martina Hingis               | 9770   | - (9)           | 1/2 finale    |
| 1                      | 2                   | 15 août 2017          | V (1)                 | Ekaterina Makarova Elena Vesnina           | 6785   | - (3)           | 1/2 finale    |
| 3                      | 4                   | 12 septembre 2017     | -                     | Ashleigh Barty Casey Dellacqua             | 4470   | - (3)           | 1/4 de finale |
| 4                      | 6                   | 26 septembre 2017     | F (1) -               | Lucie Hradecká Kateřina Siniaková          | 3871   | - (0)           | Forfait       |
| 5                      | 5                   | 4 octobre 2017        | QF (1) F (1)          | Tímea Babos Andrea Hlaváčková              | 4005   | - (4)           | Victoire      |
| 6                      | 7                   | 10 octobre 2017       | - F (3)               | Anna-Lena Grönefeld Květa Peschke          | 3005   | - (1)           | 1/4 de finale |
| 7                      | 8                   | 10 octobre 2017       | -                     | Gabriela Dabrowski Xu Yifan                | 2921   | - (2)           | 1/4 de finale |
| 8                      | 10                  | 12 octobre 2017       | - V (1)               | Andreja Klepač María José Martínez Sánchez | 2570   | - (1)           | 1/4 de finale |
| 9                      | 11                  | 18 octobre 2017       | -                     | Kiki Bertens Johanna Larsson               | 2270   | - (4)           | Finale        |

### Tableau final
|  |                                    |                 |               |               |                              |                              |                              |                                  |            |            |                 |                               |            |            |            |        |        |        |        |  |  |
|  | 1/4 de finale                      | 1/4 de finale   | 1/4 de finale | 1/4 de finale | 1/4 de finale                |                              |                              | 1/2 finale                       | 1/2 finale | 1/2 finale | 1/2 finale      | 1/2 finale                    |            |            | Finale     | Finale | Finale | Finale | Finale |  |  |
|  | 26 octobre 2017                    | 26 octobre 2017 | 1 h 10 min    | 1 h 10 min    | 1 h 10 min                   |                              |                              |                                  |            |            |                 |                               |            |            |            |        |        |        |        |  |  |
|  | 26 octobre 2017                    | 26 octobre 2017 | 1 h 10 min    | 1 h 10 min    | 1 h 10 min                   |                              |                              |                                  |            |            |                 |                               |            |            |            |        |        |        |        |  |  |
|  | Chan Yung-jan Martina Hingis       | (1)             | 6             | 6             |                              |                              |                              |                                  |            |            |                 |                               |            |            |            |        |        |        |        |  |  |
|  | Chan Yung-jan Martina Hingis       | (1)             | 6             | 6             | 28 octobre 2017              | 28 octobre 2017              | 1 h 43 min                   | 1 h 43 min                       | 1 h 43 min |            |                 |                               |            |            |            |        |        |        |        |  |  |
|  | Anna-Lena Grönefeld Květa Peschke  | (5)             | 3             | 2             | 28 octobre 2017              | 28 octobre 2017              | 1 h 43 min                   | 1 h 43 min                       | 1 h 43 min |            |                 |                               |            |            |            |        |        |        |        |  |  |
|  | Anna-Lena Grönefeld Květa Peschke  | (5)             | 3             | 2             | Chan Yung-jan Martina Hingis | (1)                          | 4                            | 65                               |            |            |                 |                               |            |            |            |        |        |        |        |  |  |
|  | 26 octobre 2017                    | 26 octobre 2017 | 1 h 22 min    | 1 h 22 min    | 1 h 22 min                   | (1)                          | 4                            | 65                               |            |            |                 |                               |            |            |            |        |        |        |        |  |  |
|  | 26 octobre 2017                    | 26 octobre 2017 | 1 h 22 min    | 1 h 22 min    | 1 h 22 min                   |                              |                              | Tímea Babos Andrea Hlaváčková    | (4)        | 6          | 7               |                               |            |            |            |        |        |        |        |  |  |
|  | Tímea Babos Andrea Hlaváčková      | (4)             | 6             | 6             |                              |                              |                              | Tímea Babos Andrea Hlaváčková    | (4)        | 6          | 7               |                               |            |            |            |        |        |        |        |  |  |
|  | Tímea Babos Andrea Hlaváčková      | (4)             | 6             | 6             |                              |                              |                              |                                  |            |            | 29 octobre 2017 | 29 octobre 2017               | 1 h 30 min | 1 h 30 min | 1 h 30 min |        |        |        |        |  |  |
|  | Andreja Klepač María José Martínez | (7)             | 3             | 4             |                              |                              |                              |                                  |            |            | 29 octobre 2017 | 29 octobre 2017               | 1 h 30 min | 1 h 30 min | 1 h 30 min |        |        |        |        |  |  |
|  | Andreja Klepač María José Martínez | (7)             | 3             | 4             |                              |                              |                              |                                  |            |            |                 | Tímea Babos Andrea Hlaváčková | (4)        | 4          | 6          | 10     |        |        |        |  |  |
|  | 27 octobre 2017                    | 27 octobre 2017 | 1 h 54 min    | 1 h 54 min    | 1 h 54 min                   |                              |                              |                                  |            |            |                 | Tímea Babos Andrea Hlaváčková | (4)        | 4          | 6          | 10     |        |        |        |  |  |
|  | 27 octobre 2017                    | 27 octobre 2017 | 1 h 54 min    | 1 h 54 min    | 1 h 54 min                   |                              | Kiki Bertens Johanna Larsson | (8)                              | 6          | 4          | 5               |                               |            |            |            |        |        |        |        |  |  |
|  | Kiki Bertens Johanna Larsson       | (8)             | 7             | 61            | 10                           |                              | Kiki Bertens Johanna Larsson | (8)                              | 6          | 4          | 5               |                               |            |            |            |        |        |        |        |  |  |
|  | Kiki Bertens Johanna Larsson       | (8)             | 7             | 61            | 10                           | 28 octobre 2017              | 28 octobre 2017              | 1 h 25 min                       | 1 h 25 min | 1 h 25 min |                 |                               |            |            |            |        |        |        |        |  |  |
|  | Ashleigh Barty Casey Dellacqua     | (3)             | 67            | 7             | 6                            | 28 octobre 2017              | 28 octobre 2017              | 1 h 25 min                       | 1 h 25 min | 1 h 25 min |                 |                               |            |            |            |        |        |        |        |  |  |
|  | Ashleigh Barty Casey Dellacqua     | (3)             | 67            | 7             | 6                            | Kiki Bertens Johanna Larsson | (8)                          | 6                                | 6          |            |                 |                               |            |            |            |        |        |        |        |  |  |
|  | 27 octobre 2017                    | 27 octobre 2017 | 59 min        | 59 min        | 59 min                       | Kiki Bertens Johanna Larsson | (8)                          | 6                                | 6          |            |                 |                               |            |            |            |        |        |        |        |  |  |
|  | 27 octobre 2017                    | 27 octobre 2017 | 59 min        | 59 min        | 59 min                       |                              |                              | Ekaterina Makarova Elena Vesnina | (2)        | 4          | 3               |                               |            |            |            |        |        |        |        |  |  |
|  | Gabriela Dabrowski Xu Yifan        | (6)             | 1             | 1             |                              |                              |                              | Ekaterina Makarova Elena Vesnina | (2)        | 4          | 3               |                               |            |            |            |        |        |        |        |  |  |
|  | Gabriela Dabrowski Xu Yifan        | (6)             | 1             | 1             |                              |                              |                              |                                  |            |            |                 |                               |            |            |            |        |        |        |        |  |  |
|  | Ekaterina Makarova Elena Vesnina   | (2)             | 6             | 6             |                              |                              |                              |                                  |            |            |                 |                               |            |            |            |        |        |        |        |  |  |
|  | Ekaterina Makarova Elena Vesnina   | (2)             | 6             | 6             |                              |                              |                              |                                  |            |            |                 |                               |            |            |            |        |        |        |        |  |  |